# Sailor Springs, Illinois
Sailor Springs là một làng thuộc quận Clay, tiểu bang Illinois, Hoa Kỳ. Năm 2010, dân số của làng này là 95 người.

## Dân số
Dân số qua các năm:
- Năm 2000: 128 người.
- Năm 2010: 95 người.